# 第五次十字军东征
第五次十字軍東征（1217年—1221年），是受教宗所支配的最後一次十字軍。1213年4月19日，教宗英诺森三世要求信徒组建一支新十字军。不過，此教令得不到欧洲的君主们支持。于是，教宗要求教士进行布道宣传，将信徒、社会地位较低的贵族和破落的骑士加入十字军。1215年11月，教皇在拉特朗宮主持召开了宗教会議，宣佈组建一支以攻打埃及为目标的十字军，透过战胜埃及的穆斯林王朝进而重新夺取耶路撒冷。
1217年，十字军先到地中海东岸的十字军城市阿卡开拔。途中，君士坦丁堡拉丁帝国年邁的皇帝约翰、塞浦路斯的于格一世和安条克公国的王储博希蒙德四世也加入支持。其間，十字军按惯例沿途掳掠。在1218年6月，开始包围杜姆亞特。但在几个月的戰爭中，疾病困扰着十字军。適逢此時，穆斯林苏丹阿迪尔去世。1219年11月，杜姆亞特失守。十字军終打開了勝利之門。
1221年，十字军企图进攻开罗。戰役中，穆斯林军队藉尼罗河水截断十字军的路，并包围十字军。9月，穆斯林收复杜姆亞特。第五次十字军战争終告失败。

## 背景

### 十字军运动的复兴
第五次十字军东征的发起与教宗英诺森三世（1198-1216年在位）的宗教政治策略密不可分。在第四次十字军东征（1202-1204）因攻占君士坦丁堡而引发争议后，英诺森三世试图通过重新聚焦耶路撒冷收复的宗教目标来恢复十字军的合法性。1213年，他颁布通谕《Quia maior》，号召欧洲君主和信徒参与新的东征。这一行动不仅是对第四次东征偏离路线的纠偏，更是为了巩固教廷对十字军运动的领导权。英诺森三世通过建立系统的赎罪券制度、税收机制和地方宣讲网络，将十字军动员制度化，这一模式深刻影响了后续的中世纪圣战运动。

### 第四次十字军东征的遗产
第四次十字军东征的意外结局导致東羅馬帝國的瓦解和拉丁帝国的建立，但并未实质性推进耶路撒冷的收复。这一失败促使第五次十字军的策划者转向攻击埃及的战略。埃及作为阿尤布王朝的经济与军事中心，控制着通往圣地的主要陆路通道。学者James M. Powell指出，这种战略调整反映了十字军领导者对近东地缘政治的现实认知，马穆鲁克王朝的崛起使得埃及成为更关键的军事目标。同时，匈牙利国王安德烈二世和奥地利公爵利奥波德六世的参与，标志着十字军领导权开始从法国贵族向中欧统治者转移。

### 欧洲政治格局与军事修会的作用
13世纪初的欧洲正处于封建权力重构期。神圣罗马帝国因皇位继承问题陷入动荡，法国王室正逐步强化中央集权，而英格兰正面临男爵战争和《大宪章》引发的政治危机。这种政治环境促使中小贵族和军事修会成为十字军主力。其中条顿骑士团和医院骑士团在第五次东征中扮演了关键角色，他们不仅提供专业士兵，还负责战略规划。军事修会在达米埃塔围城战（1218-1219）中的战术创新，特别是对攻城器械的运用，体现了中世纪军事技术的演进。

### 末世论的影响
第五次十字军东征的意识形态基础与当时盛行的末世论密切相关。1212年的儿童十字军和约阿希姆派预言家对末日審判的渲染，强化了收复耶路撒冷的紧迫性。德国编年史家奥利维修斯在《Historia Damiatina》中记载，教士们在布道中将尼罗河与《启示录》中的"幼发拉底河"相类比，从而赋予了十字军军事行动的神圣意义。

## 进程

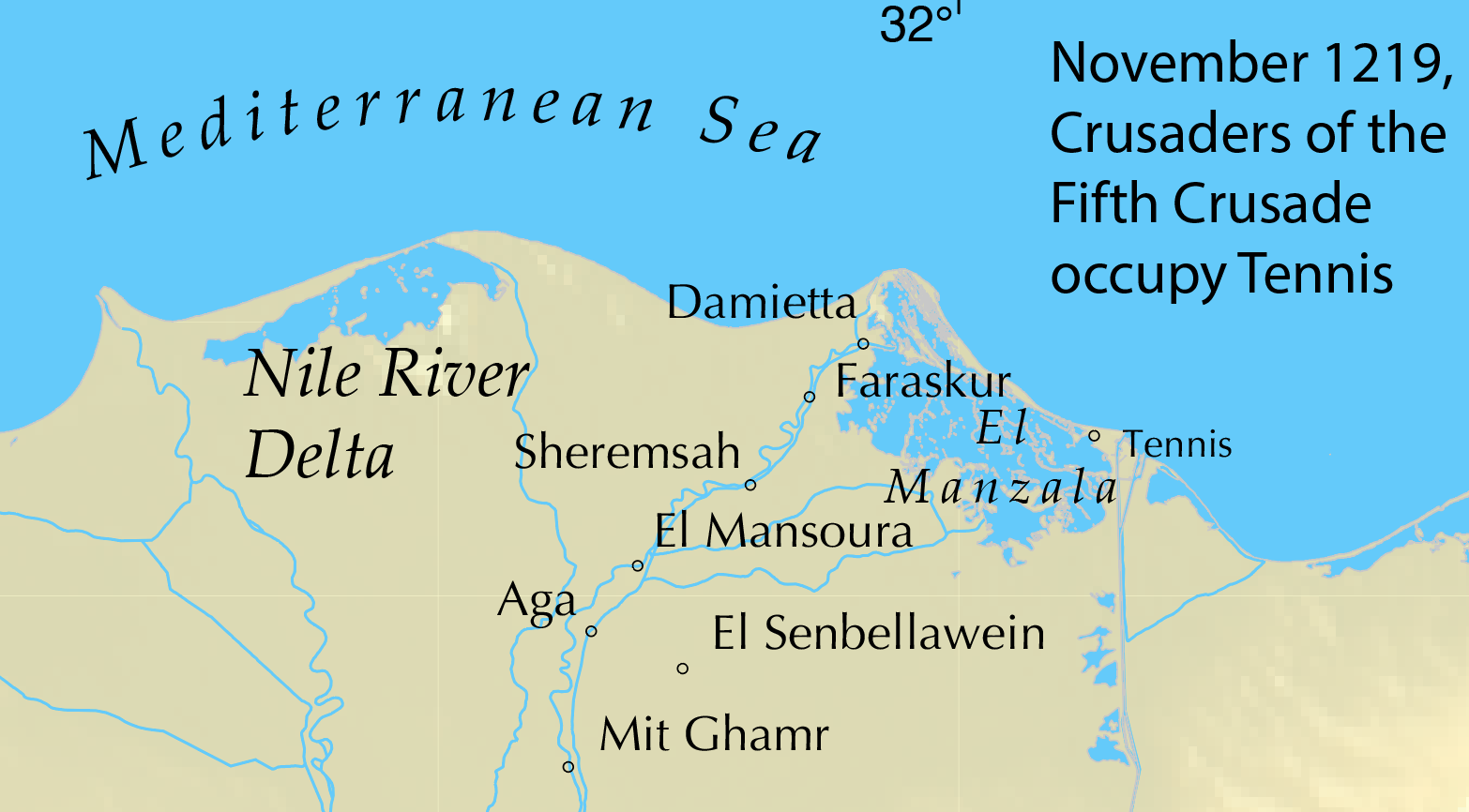
1219年的埃及战场

### 初期动员与多国联军的集结（1213–1217）
第五次十字军的筹备始于1213年教宗英诺森三世的通谕《Quia maior》，但实际军事行动因欧洲政治动荡而延迟。1217年，匈牙利国王安德烈二世率约1.5万军队率先抵达阿卡，奥地利公爵利奥波德六世与德意志、弗里斯兰十字军随后加入。联军初期在巴勒斯坦的袭扰行动收效甚微，安德烈二世因补给困难于1218年初撤军，这暴露了十字军指挥体系的松散性。此时，军事修会与教廷特使逐渐掌握主导权，决定执行攻击埃及的战略。

### 达米埃塔围城战（1218–1219）
1218年5月，十字军舰队沿尼罗河三角洲进攻埃及重镇达米埃塔。战役初期，条顿骑士团与弗里斯兰士兵利用浮动攻城塔突破尼罗河铁链防线，摧毁港口的防御塔（Burj al-Silsila），此战成为中世纪海军工程的经典案例。然而，阿尤布苏丹卡米勒迅速在城南建立新营地，并利用尼罗河季节性洪水切断十字军退路。  
围城期间，十字军内部爆发严重分歧：教皇特使佩拉吉乌斯坚持等待神圣罗马皇帝腓特烈二世的援军，而法国贵族主张强攻。1219年2月，阿尔-卡米尔提出以耶路撒冷交换达米埃塔的诱人条件，但被佩拉吉乌斯以“缺乏战略纵深”为由拒绝，这一决策被后世学者视为关键战略失误。  
1219年11月，十字军最终攻陷达米埃塔，但此时城内已因饥荒和瘟疫成为废墟，未能实现预期的后勤补给功能。

### 开罗远征与尼罗河溃败（1220–1221）
占领达米埃塔后，十字军陷入长达18个月的停滞。佩拉吉乌斯坚持等待腓特烈二世的援军，而后者因帝国内部斗争始终未能履约。1221年7月，在埃及夏季洪汛前夕，十字军贸然向开罗进军。阿尔-卡米尔采取焦土战术，破坏尼罗河灌溉系统并开放水闸，将十字军困在曼苏拉附近的泛滥平原。  
8月26日，阿尤布军队从水陆两路夹击，切断十字军补给线。佩拉吉乌斯被迫签署《尼罗河条约》（1221年8月30日），承诺撤出达米埃塔并释放战俘以换取安全撤退。9月8日，十字军残部乘船撤离埃及，标志着此次东征的彻底失败。

## 影响
第五次十字军的失败直接促使第六次十字军（1228–1229）采取非军事手段收复圣地。神圣罗马皇帝腓特烈二世通过与阿尤布苏丹卡米勒谈判签订《雅弗條約》（1229年），以不流血的方式短暂收复耶路撒冷。这一转变标志着十字军运动从宗教狂热模式转向实用主义外交。学者David Abulafia指出，腓特烈二世的成功部分源于第五次东征期间阿尔-卡米尔对欧洲统治者谈判意愿的试探。此后，十字军的“条约模式”成为13世纪中后期的主流策略，如1244年拉丁王国与埃及马穆鲁克的短期协定。尽管阿尤布王朝在第五次东征中成功防御埃及，但其内部裂痕因战争暴露。苏丹阿尔-卡米尔通过释放耶路撒冷谈判信号，暂时缓和了与大马士革分支家族的矛盾，但这种妥协策略在1229年《雅弗條約》后引发伊斯兰世界的强烈批评。这种舆论压力迫使后续马穆鲁克苏丹采取更激进的反十字军政策，最终在1291年彻底摧毁拉丁东方据点。
教宗英诺森三世及其继任者霍诺留三世对第五次东征的过度干预引发了世俗统治者的不满。教廷特使佩拉吉乌斯在达米埃塔的专断决策导致军事灾难，削弱了教宗作为十字军最高领袖的合法性。Christopher Tyerman认为，这一失败加速了欧洲君主对十字军领导权的争夺，如法王路易九世在第七次东征（1248–1254）中完全摆脱教廷控制。同时，神圣罗马帝国与教廷的矛盾因腓特烈二世缺席东征而进一步激化，为13世纪中叶的政教冲突埋下伏笔。
这次东征凸显了条顿骑士团、医院骑士团等军事修会的专业化价值。他们在达米埃塔围城战中的工程技术和战术协调能力，使其成为13世纪欧洲君主的重要盟友。Malcolm Barber指出，条顿骑士团借此战经验转向波罗的海地区开拓，建立了独立的骑士团国家。
第五次东征期间，十字军与阿尤布王朝的接触催生了复杂的文化互动。阿拉伯史料记载，阿尔-卡米尔曾向十字军派遣医生治疗瘟疫，并允许基督教士在开罗公开辩论。这种有限度的宽容被部分欧洲学者视为“东方智慧”的体现，影响了腓特烈二世对伊斯兰文化的开放态度。然而，战争也强化了彼此的负面刻板印象：穆斯林将十字军描绘为贪婪的侵略者，而欧洲编年史家如奥利维修斯则大力渲染阿尤布埃及的“异教诡诈”。
这次东征推动了欧洲战争后勤的系统化改革。为维持长达四年的远征，教廷首次在全欧范围征收“十字军十一税”（10%教会收入），并授权意大利银行家管理资金流。热那亚和威尼斯商人通过运输合同赚取的暴利，加速了地中海金融网络的形成。这种财政模式被后世君主效仿，成为英法百年战争（1337–1453）期间国家征税制度的前身。中小贵族因东征的经济负担加速转向货币地租制，推动了封建经济结构的解体。James M. Powell的税收记录分析显示，匈牙利国王安德烈二世为东征征收的“十字军税”导致国内贵族叛乱，迫使他在1222年颁布《金玺诏书》妥协。